# Melanargia symaithis
Melanargia symaithis är en fjärilsart som beskrevs av Hans Fruhstorfer 1910. Melanargia symaithis ingår i släktet Melanargia och familjen praktfjärilar. Inga underarter finns listade i Catalogue of Life.